# Cantone di Caylus
Il Cantone di Caylus era una divisione amministrativa dell'arrondissement di Montauban.
È stato soppresso a seguito della riforma complessiva dei cantoni del 2014, che è entrata in vigore con le elezioni dipartimentali del 2015.
Comprendeva i comuni di:
- Caylus
- Espinas
- Lacapelle-Livron
- Loze
- Mouillac
- Puylagarde
- Saint-Projet